# Prva burska vojna
Prva burska vojna je bil spopad med bursko državo Transvaal in Združenim kraljestvom. Čeprav se danes splošno priznava pomembnost te vojne za nadaljnji razvoj južnoafriških pokrajin, se tega prav Britanci sprva niso dovolj jasno zavedali. Burske zmage so ravnodušno sprejemali kot trenutni odpor bolj ali manj avtohtonega prebivalstva proti neizbežni kolonizaciji, ki je ni bilo mogoče zatreti. To stališče naj bi bilo tudi vzrok za angleške poraze in tudi razlaga poznejše trditve nekaterih zgodovinarjev, da prva burska vojna sploh ni bila vojna, temveč le neorganiziran izpad burskih ekstremistov.

## Predzgodovina
Prvi evropski kolonisti, ki so se priselili v južne predele Afrike, so bili Nizozemci, ki jih je leta 1652 tja poslala Nizozemska vzhodnoindijska družba, da bi ustvarili in vzdrževali oporišče za njene trgovske ladje . Njim so sledili mnogi priseljenci nemške narodnosti  in po letu 1685 (edikt iz Fontainebleauja, preklic Nantskega edikta) še veliko Francozov, večinoma hugenotov, ki drugače niso smeli zapustiti Francije . Leta 1800 je v Cape Townu bivalo okoli 40 tisoč Burov (iz nizozemskega boer = kmet), potomcev evropskih priseljencev, pod neposredno upravo predstavnikov Nizozemske vzhodnoindijske družbe . Dunajski kongres leta 1815 je kolonijo dokončno dodelil Združenemu kraljestvu in s tem povzročil veliko nezadovoljstvo med potomci nebritanskih priseljencev, Buri, ki so se v velikem številu odločili zapustiti Cape Town. V glavnem so to bili polnomadski pastirji, kmetje in rokodelci, pozneje označeni kot Voortrekker (pionirji); njihova migracija je znana kot Die Groot Trek (veliki pohod).

## Nastanek burskih držav
Na svojem pohodu proti severu in vzhodu so Buri zasedali večja ozemlja, ki so s časom postala prave države. Štiri od teh so se zapisale v zgodovino Afrike, in sicer Republika Natalija (poznejša britanska Kolonija Natal), Republika Stellaland (del današnje Republike Južna Afrika), Svobodna država Oranje (del današnje Republike Južna Afrika) in Transvaal (del današnje Republike Južna Afrika). Ostale republike, ki so jih Buri ustanovili, so bile manjše in so kmalu prešle pod upravo teh štirih ali pod britansko krono.
Kako so te republike nastajale, je še danes predmet študij in razprav, tudi zaradi skromnih podatkov, ki so na voljo. Upoštevanja vredne so rekonstrukcije sporov med Buri in Zulujci , čeprav se opirajo na en sam opis enega od očividcev. Misijonar Francis Owen poroča, da so Buri predstavili Zulujcem pisno željo, da se jim odstopijo v brezpogojno last nekatera ozemlja, vendar so Zuluji ob ratifikaciji pogodbe pobili vse burske predstavnike, s čimer se je začela prava vojna med Buri in Zulujci, ki je bila tudi izgovor za poznejše spopade med Buri in Angleži, ki so se razvili v burske vojne.

## Vzroki burskih vojn
Britanci se niso strinjali z nastankom neodvisnih držav v bližini njihovih kolonij, pa tudi ne z dejstvom, da niso bili več edini kolonizatorji južnih predelov Afrike. Buri pa so nasprotovali splošnemu poangleževanju Afrike, britanski prepovedi suženjstva in neupoštevanju pravic bivših lastnikov sužnjev, poleg tega so zamerili Angležem, da niso preprečili (oziroma so celo podpihovali) vpade afriških domačinov, ki so iz obmejnih pokrajin pod britanskim nadzorom težko prizadevali burske rezidente. Zgodnji odgovor na te vpade je bil veliki pohod, tj. selitev velikega števila Burov proti še ne koloniziranim predelom Afrike, kar je le še bolj zaostrilo nasprotovanja, saj je dalo Britancem politični vzrok za vojno.
Politično ozadje burskih vojn je treba iskati v letu 1877, ko je Združeno kraljestvo anektiralo Transvaal in v njem uvedlo svojo upravo, kar so domačini Buri razumeli kot agresijo , vendar zaradi obstoječih sporov s sosednjimi Zuluji niso segli po orožju, saj si niso mogli dovoliti vojne proti dvema nasprotnikoma. Sledile so pritožbe in politične interpelacije pri Združenem kraljestvu in pri Združenih državah, a brez resnih posledic. Razne britanske vlade (na primer Gladstonova) so sicer obljubljale neodvisnost ali vsaj samoupravo, vendar so obljube ostale neuresničene. Zato so transvaalski politiki Kruger, Joubert in Pretorius sestavili triumvirat, prevzeli oblast in razglasili neodvisnost, tudi ob upoštevanju dejstva, da je bila pred kratkim zaključena vojna med Zuluji in Britanci, kjer so bili domačini popolnoma poraženi in niso več predstavljali nevarnosti za Bure. Dne 20. decembra 1880 je formalno izbruhnila prva burska vojna.
Vendar glavni vzrok sovražnosti med Britanci in Buri vsekakor ni bil politične narave, temveč ekonomske. Treba je namreč upoštevati, da je bilo leta 1867 odkrito ležišče diamantov okoli 900 km severovzhodno od Cape Towna in tako Angleži kot Buri so si lastili teritorialno pravico do tega ozemlja. Tako je leta 1870 Transvaal proglasil področje za bursko last, a še istega leta je bila proglašena Rudarska republika in v nekaj mesecih se je vanjo vselilo okoli deset tisoč britanskih kolonov. Buri so skušali s pogajanji znova prevzeti oblast, a zaman. Sprti strani sta se obrnili za posredovanje na britanskega guvernerja, ki ju je prepričal, naj se ozemlje postavi pod okrilje britanske krone. Buri so s tem razumeli, da bo kraljica Viktorija varovala neodvisnost teritorija, dejansko pa je Združeno kraljestvo uradno pridobilo bogata nahajališča diamantov. Afera se je še dolgo zavlekla in končno privedla (ali vsaj pripomogla) do krvavih posledic.

## Potek prve burske vojne
Kmalu po razglasitvi neodvisnosti, 16. decembra 1880, so padli prvi streli pri Potchefstromu, vendar brez hujših posledic. Pravi začetek sovražnosti se je zgodil 20. decembra pri Bronkhostspruitu, kjer so Buri obkolili britanski vojaški konvoj in ga v petnajstih minutah popolnoma uničili. Kmalu so Buri začeli načrtno oblegati vse britanske enote in angleške posadke v Transvaalu so ostale odrezane od svoje vojske. To je privedlo do bitke pri Laing's Neku, kjer so britanske enote zaman poskušale osvoboditi oblegano posadko. Dne 8. februarja pa je prišlo do bitke pri Schuinshoogtiu, kjer so Britanci komaj ubežali uničenju. Glavno ponižanje je britanska vojska doživela dne 27. februarja na Majuba Hillu, kjer je več manjših enot burske vojske napadlo številčno močnejšo britansko vojsko in jo popolnoma uničilo.
Vojna je trajala vsega deset tednov in se je odvila v samo štirih bitkah, od katerih je le v eni sodelovalo več kot 1000 bojevnikov. Skupna vojaška prisotnost v celotni vojni se ocenjuje na približno 4500 do 5000 udeležencev, od katerih je 1200 rednih vojakov na britanski strani pod poveljstvom George Colleya in 3000 na transvaalski strani pod poveljstvom Piet Jouberta. Angleške izgube so bile 408 padlih in 315 ranjenih, transvaalske pa 41 padlih in 47 ranjenih.
Razmeroma hudi porazi, ki so jih Britanci doživeli v bitkah pri Laing's Neku, Ingongu in Majuba Hillu, so Gladstonovo vlado prisilili, da je 6. marca 1881 sklenila premirje in priznala Transvaalu samoupravo.

## Mirovna pogodba
Mirovna pogodba Pretorial Convention je bila podpisana 23. marca 1881. Britanci so za Transvaal pridobili suverenost nad mednarodnimi odnosi in sprejeli bursko notranjo samoupravo (suzerain). Buri so sprejeli nominalno suverenost Združenega Kraljestva nad zunajimi državnimi odnosi, nad zadevami afriške politike in nad upravo staroselskih okrožij.